# Các vụ tàn sát Giáng sinh 2008
Các vụ tàn sát Giáng Sinh 2008 diễn ra từ ngày 24 đến ngày 27 tháng 12 năm 2008, khi Quân kháng chiến của Chúa (LRA), một nhóm phiến quân Uganda, tấn công một số làng tại huyện Haut-Uele, Cộng hòa Dân chủ Congo.

## Tấn công
Các cuộc tấn công của LRA diễn ra sau khi một chiến dịch quân sự chung khởi đầu vào ngày 14 tháng 12 dưới quyền lãnh đạo của Quân đội Uganda, với trợ giúp từ quân đội các nước CHDC Congo, Nam Sudan, và Trung Phi. Quân đội Uganda tấn công trụ sở của LRA trong vườn quốc gia Garamba của CHDC Congo, gần biên giới với Sudan.
Sau cuộc tấn công này, LRA phân tán thành nhiều nhóm, mỗi nhóm đều nhắm mục tiêu vào thường dân dọc hành trình của họ. Các phiến quân chờ đến ngày 24 tháng 12 để tiến hành các cuộc tấn công gây tàn phá nặng nhất, chờ đến khi mọi người tụ tập tham dự lễ Giáng Sinh, rồi bao vây và sát hại họ bằng cách dùng rìu, dao và gậy đập vào đầu.
Các tường trình của truyền thông biểu thị rằng trên 400 người bị sát hại, nhiều người trong số đó bị cắt khúc, chặt đầu, hoặc bị thiêu sống trong nhà mình. Một số người được tường thuật là bị cắt môi để "cảnh cáo không nói xấu phiến quân", và các bé gái 2-3 tuổi chịu các thương tích nghiêm trọng tại cổ khi phiến quân cố vặn đầu các em.
Trên 20.000 người được tường thuật là phải di chuyển do các cuộc tấn công, và ít nhất 20 trẻ em bị LRA bắt cóc. Cao ủy Liên Hợp Quốc về người tị nạn (UNHCR) báo cáo rằng có đến 225 người, trong đó có 160 trẻ em, bị bắt cóc và có trên 80 phụ nữ bị hiếp dâm.
Theo Tổ chức Theo dõi Nhân quyền, "các chiến thuật tương tự và các cuộc tấn công gần như đồng thời cho thấy đây là một chiến dịch có kế hoạch nhằm tàn sát và khủng bố nhiều thường dân nhất có thể". LRA phủ nhận trách nhiệm đối với các cuộc tấn công; một phát ngôn viên của LRA đưa ra giả thuyết là các binh sĩ LRA đào tẩu sang Quân đội Uganda có thể phải chịu trách nhiệm.

## Tổng số thiệt mạng
Ngày 29 tháng 12 năm 2008, Văn phòng Liên Hợp Quốc về hợp tác các vấn đề nhân đạo ước tính rằng có 189 người bị giết trong ngày 26 và 27 tháng 12. Caritas Quốc tế đưa ra tổng số thiệt mạng là trên 400, trong khi Tổ chức Theo dõi Nhân quyền báo cáo rằng có ít nhất 620 thường dân bị giết từ 24 tháng 12 đến 13 tháng 1.
Có ít nhất 5 làng bị tấn công:
- Faradje: Khoảng 150 người bị giết vào ngày 25–26 tháng 12. Theo tường thuật, phiến quân tấn công một buổi hòa nhạc lễ Giáng Sinh do Nhà thờ Công giáo tổ chức, và trở lại vào sáng hôm sau để "tiếp tục cơn cuồng say giết người".[11] UNHCR báo cáo rằng ít nhất 70 người bị giết và 37.000 người buộc phải chạy trốn.[3] Tổ chức Theo dõi Nhân quyền báo cáo rằng có ít nhất 143 người bị giết, và có 160 trẻ em và 20 người trưởng thành bị bắt cóc.[4]
- Batande: Ít nhất 80 người bị giết trong ngày 25 tháng 12 khi phiến quân tấn công một bữa trưa Giáng Sinh sau buổi lễ sáng trong nhà thờ.[4] Đàn ông và bé trai được tường thuật là bị đưa ra xa nhà thờ khoảng 40 mét rồi giết ngay, sau đó các phụ nữ và bé gái bị đưa vào rừng trong từng nhóm nhỏ và nhiều người trong số đó bị hiếp dâm trước khi bị giết.[4] Một nhân chứng tường trình rằng chỉ có sáu người còn sống trong làng.[4] Phiến quân sau đó ăn bữa tiệc Giáng Sinh mà dân làng chuẩn bị và ngủ giữa các thi thể.[4]
- Duru: 75 người được tường thuật là bị giết và một nhà thờ trong làng bị đốt trụi.[11][12]
- Bangadi: 48 bị giết.[11]
- Gurba: 213 bị giết.[11]

## Phản ứng
Ngày 30 tháng 12 năm 2008, Tổng thư ký Liên Hợp Quốc Ban Ki-moon lên án "các hành động tàn bạo kinh hoàng được báo cáo có thủ phạm là Quân Kháng chiến của Chúa (LRA) trong những ngày gần đây". Sứ mệnh Liên Hợp Quốc tại Cộng hòa Dân chủ Congo cũng lên án cuộc tấn công và không vận các binh sĩ Congo đến Faradje để ngăn chặn các cuộc tấn công thêm nữa. UNHCR phát biểu tình hình là "thảm họa". Ủy ban châu Âu lên án các cuộc tấn công và kêu gọi LRA "lập tức đình chỉ toàn bộ các hành động tội ác chống người dân vô tội". Caritas Quốc tế phát biểu rằng họ "sửng sốt" trước các báo cáo về tàn sát.